# Mychajło Wołoszyn
Mychajło Wołoszyn (ur. 5 maja 1878 w Rolowie zm. 29 lipca 1943 we Lwowie) – ukraiński działacz polityczny i społeczny, adwokat, oficer Legionu Ukraińskich Strzelców Siczowych.
Działał w zarządzie głównym organizacji Sokił (Sokił-Batko), był członkiem Ukrajinśkiej Bojowej Uprawy. Jako oficer rezerwy w sierpniu 1914 został powołany w szeregi Legionu USS, początkowo jako dowódca kurenia, w latach 1915–1918 zajmował się naborem ochotników do USS w stanicy we Lwowie.
W okresie międzywojennym był działaczem Ukraińskiego Zjednoczenia Narodowo-Demokratycznego, oraz obrońcą w wielu procesach politycznych. W latach 1941–1943 stał na czele lwowskiej Izby Adwokackiej. 

## Literatura
- Микола Лазарович - "Легіон українських січових стрільців", Тернопіль 2005, ISBN 966-8017-92-7